# La lluna
La Lluna és una pel·lícula italo-estatunidenca dirigida per Bernardo Bertolucci, estrenada l'any 1979.
Per aquesta pel·lícula, Bertolucci ha pres com a model l'estructura melodramàtica de les òperes de Verdi.Ha estat doblada al català.

## Argument
Després del defalliment sobtat del seu marit Douglas, Caterina, una cantant d'èxit de Nova York, va establir-se amb el seu fill Joe a Itàlia, on abans havia estudiat cant. A Roma, arriba al cim de la seva carrera, però Joe que té 15 anys se sent sol i abandonat. Cau en el consum d'heroïna i es posa a fer escapades en barris poc recomanables de la ciutat eterna. A poc a poc Caterina pren consciència que no sap absolutament res del seu fill. Entra en una crisi que qüestiona la manera anterior en què es creia mare i artista. Després d'una entrevista amb Mustafa, amic de Joe i traficant de droga, canvia de comportament: sedueix el seu fill i,en un viatge a Parma i voltants, manté amb ell relacions incestuoses. En aquesta ocasió recorda el primer petó que va donar fa molts anys a un Italià ; i així Joe s'entera per primera vegada del secret sobre el seu pare biològic Giuseppe que és ensenyant i viu encara a la costa amb la seva pròpia mare. Li ret visita i espera reunir de nou els seus pares. En efecte, Giuseppe surt en assajos d'òperes de Verdi on interpreta Caterina i emmascarat en un ball a les Termes de Caracalla. Els pares es reconcilien i Joe deixarà definitivament la droga, i pot finalment esdevenir adult.

## Repartiment
- Jill Clayburgh: Caterina Silveri
- Matthew Barry: Joe Silveri
- Veronica Lazăr: Marina
- Renato Salvatori: el comunista
- Fred Gwynne: Douglas Winter
- Alida Valli: mare de Giuseppe
- Elisabetta Campeti: Arianna
- Franco Citti: home al Bar
- Roberto Benigni: Upholsterer
- Carlo Verdone: Director del Caracalla
- Peter Eyre: Edward
- Stéphane Barat: Mustafa
- Pippo Campanini: el guardià de l'hotel
- Rodolfo Lodi: Maestro Giancarlo Calo
- Shara Di Nepi: Concetta
- Jole Silvani: Wardrobe Mistress
- Francesco Mei: Barman
- Ronaldo Bonacchi: Barman
- Mimmo Educat: Piano Mover
- Massimiliano Filoni: Piano Mover
- Alessio: Xofer del Caracalla
- Tomás Milián: Giuseppe

## Al voltant de la pel·lícula
La Lluna té dues cares: l'una és visible i l'altra resta dissimulada. Així, és amb els dos personatges principals en la pel·lícula, la mare i el fill. Quan era encara petit, a la vora de la mar a Itàlia, Caterina anava amb bicicleta amb Joe en el porta-equipatge al llarg d'una carretera il·luminada per la lluna. Ha cregut sempre haver nascut a Brooklyn i aquest no és més que al final de la història que s'entera que és d'ascendència italiana. La seva mare ha abandonat el seu pare, Giuseppe, ja que aquell mantenia secretament relacions incestuoses amb la seva pròpia mare.

## Llocs de rodatge
El rodatge de la pel·lícula s'ha desenvolupat en diferents llocs a Itàlia i a Nova York :
- a Roma, sobretot als Thermes de Caracalla, Itàlia
- a Parma, a Emília-Romanya, Itàlia
- a la Villa Verdi, a Sant'Agata, frazione del municipi de Villanova sull'Arda, en la província de Plaisance, en Émilie-Romagne, Itàlia
- a Nova York, sobretot Brooklyn Heights Passeig, Estats Units
- als studios Palatino, a Roma, Itàlia